# Skiatook
Skiatook é uma cidade  localizada no estado norte-americano de Oklahoma, no Condado de Osage e Condado de Tulsa.

## Demografia
Segundo o censo norte-americano de 2000, a sua população era de 5396 habitantes.
Em 2006, foi estimada uma população de 6363, um aumento de 967 (17.9%).

## Geografia
De acordo com o United States Census Bureau tem uma área de
38,2 km², dos quais 37,9 km² cobertos por terra e 0,3 km² cobertos por água.

## Localidades na vizinhança
O diagrama seguinte representa as localidades num raio de 20 km ao redor de Skiatook.